# محوطه بنادارسیل
محوطه بنادارسیل مربوط به عصر آهن ۳ است و در شهرستان خرم‌آباد، بخش ویسیان، دهستان شوراب، روستای تل مینه واقع شده و این اثر در تاریخ ۲۸ اسفند ۱۳۸۵ با شمارهٔ ثبت ۱۸۵۸۷ به‌عنوان یکی از آثار ملی ایران به ثبت رسیده است.